# Build a Bridge
Build a Bridge er en sang fra bandet Limp Bizkit. sangen minder ikke om nogen anden Limp Bizkit sang[kilde mangler] på trods af at Build a Bridge er en ballade.
 Der er for få eller ingen kildehenvisninger i denne artikel, hvilket er et problem. Du kan hjælpe ved at angive troværdige kilder til de påstande, som fremføres i artiklen.